# Vyskytná
Ne doit pas être confondu avec Vyskytná nad Jihlavou.
Vyskytná (en allemand : Böhmisch Gießhübel) est une commune du district de Pelhřimov, dans la région de Vysočina, en République tchèque. Sa population s'élevait à 728 habitants en 2024.

## Géographie
Vyskytná se trouve à 10,3 km à l'est de Pelhřimov, à 16,7 km à l'ouest-nord-ouest de Jihlava e à 100 km au sud-est de Prague.
La commune est limitée par Zachotín au nord, par Opatov et Jankov à l'est, par Nový Rychnov au sud et par Střítež pod Křemešníkem à l'ouest.

## Histoire
La première mention écrite de la localité date de 1352.

## Administration
La commune se compose de trois sections :
- Branišov
- Sedliště
- Vyskytná

## Transports
Par la route, Vyskytná se trouve à 12 km de Pelhřimov, à 19,5 km de Jihlava et à 116 km de Prague.